# 春風亭昇吾
春風亭 昇吾（しゅんぷうてい しょうご、1983年12月7日 - ）は、落語芸術協会に所属する落語家。春風亭昇太門下の二ツ目。本名∶佐々木 義一。出囃子は『炭坑節』。

## 来歴
2011年、春風亭昇太に入門。2015年9月、二ツ目昇進。
2026年5月、桂竹千代、雷門音助改め三代目雷門五郎、昔昔亭喜太郎とともに真打昇進予定。

## 芸歴
- 2011年
  - 9月 - 春風亭昇太に入門、前座名「昇吾」。
  - 10月 - 前座となる。
- 2015年9月 - 二ツ目昇進。

## 人物
同じ落語芸術協会に所属する10人（他のメンバーは、春風亭鯉づむ、桂竹千代、昔昔亭喜太郎、瀧川鯉白、三遊亭遊子、桂鷹治、古今亭今いち、立川幸之進、笑福亭希光）で「芸協カデンツァ」というユニットを組んでいる。実質的に「成金」の後継にあたる。
男3人の三つ子である。
かつての姓は「古野本」。